# Внутрішньолікарняна інфекція
Внутрішньолікарня́на інфе́кція (ВЛІ; також — нозокоміальна інфекція, іноді — госпітальна інфекція) — будь-яке клінічно розпізнане інфекційне захворювання, що виникло у хворого під час його лікування або процесу обстеження в лікарняному закладі після 48 годин перебування в стаціонарі за умови відсутності ознак хвороби на момент надходження в стаціонар та якщо він не перебував в інкубаційному періоді; або розвинулось безпосередньо після виписки з лікарні. Також це будь-яке інфекційне захворювання співробітника лікарні, що розвинулося внаслідок його роботи в цьому закладі незалежно від часу появи симптомів захворювання. Якщо зараження хворого відбулося при безпосередньому наданні медичної допомоги або обстеженні, то це трактують ще і як ятрогенну інфекційну хворобу (від грец. ιατρος — «медик» + грец. γενής — переносно «походження»), тобто таку, яку свідомо чи несвідомо спричинив конкретний медичний працівник.

## Види
До внутрішньолікарняних інфекцій не належать:
- Випадки надходження хворого до стаціонару в інкубаційному періоді.
- Інфекційні ускладнення, які є закономірним розвитком основного захворювання.
- Випадки внутрішньоутробної інфекції та інфікування новонародженого при проходженні через пологові шляхи (вертикальний механізм зараження).

## Актуальність
За оцінками CDC, у США щорічно реєструється близько 1,7 млн випадків внутрішньолікарняних інфекцій та 99 тис. смертей. Спричиняються вони багатьма мікроорганізмами, але 2/3 з них становить грамнегативна мікрофлора. Дуже серйозною внутрішньолікарняною інфекцією є нозокоміальний сальмонельоз, якій перебігає як тяжка септична хвороба з появою численних гнійних вогнищ у різних органах і часто призводить до смерті.

## Етіологія
Наразі відомо понад 200 мікроорганізмів, які можуть бути причиною внутрішньолікарняних інфекцій. У доантибіотичну еру цими збудниками переважно були стрептококи та анаероби. Після широкого застосування антибіотикотерапії основними збудниками внутрішньолікарняних інфекцій стали умовно-патогенні штами St. aureus, St. epidermidis, St. saprophiticus, Escherichia coli, Enterococcus faecalis, Enterococcus durans, Klebsiella sp., Proteus mirabilis, Providencia spp, Acinetobacter, Citrobacter, Serratia marcescens тощо.
Внутрішньолікарняними інфекціями може бути хвороба, яку спричинює вірус Ебола, хвороба, яку спричинює вірус Марбург, гарячка Ласса, деякі коронавірусні хвороби (коронавірусна хвороба 2019, тяжкий гострий респіраторний синдром, близькосхідний коронавірусний респіраторний синдром) ротавірусна, цитомегаловірусна, кампілобактеріоз, вірусні гепатити В, С і D, а також ВІЛ-інфекція, ентеровірусний та аденовірусний кон'юнктивіт, деякі грибкові (зокрема кандидоз) та паразитарні хвороби. Збудники внутрішньолікарняних інфекцій постійно мутують та у лікувальних відділеннях відбувається їхній природний відбір з утворенням так званих госпітальних штамів, ще стійкіших до антибіотиків. Госпітальні штами — це мікроорганізми, що генетично змінилися в результаті циркуляції у лікувальних закладах у результаті мутацій або перенесення плазмід, внаслідок чого вони набувають нових властивостей, які допомагають їм вижити в стаціонарних умовах. Основними рисами таких штамів є їхня полірезистентність як до антибіотиків, так і до дезінфікуючих засобів. Так, на початку 2011 року ВООЗ повідомила про спалах полірезистентного штаму E. coli до карбапенемів та інших β-лактамів, яка була обумовлена наявністю ензиму NDM1 (New Delhi metallo-β-lactamase). Ці штами були чутливі лише до тигецикліну та колістину.

## Епідеміологічні особливості
Джерелом внутрішньолікарняних інфекцій найчастіше є медичний персонал, інші носії збудника, хворі з гострою або хронічною інфекцією (в тому числі ранової). Відвідувачі стаціонарів дуже рідко бувають джерелом виникнення внутрішньолікарняних інфекцій. Механізми передачі інфекції:
- повітряно-крапельний,
- фекально-оральний,
- контактний,
- гемоконтактний.

Провідними шляхами зараження в умовах стаціонарів є контактно-побутовий, повітряно-крапельний та повітряно-пиловий. Факторами передачі слугують повітряні аерозолі та пил, вода, продукти харчування, обладнання та медичні інструменти. Можливе гемоконтактне передавання, особливо для вірусних гепатитів В, С та D.
Найчастіше факторами, що призводять до розвитку внутрішньолікарняних інфекцій, є наявність невиявлених носіїв патогенних мікроорганізмів серед медичного персоналу і пацієнтів, тривалі вогнища гнійно-септичної інфекції, наявність пацієнтів із грубими порушеннями імунітету, недотримання персоналом правил асептики та антисептики, особистої гігієни, перевантаження лікувальних закладів та їх недостатнє оснащення дезінфікуючими засобами, застаріле обладнання тощо. Групами ризику виникнення внутрішньолікарняних інфекцій є хворі без постійного місця проживання, з тривалими інфекційними захворюваннями, з імунодефіцитними станами, а також медичний персонал.

## Клінічний перебіг
Прояви внутрішньолікарняних інфекцій залежать від локалізації процесу, кількості та вірулентності мікроорганізмів, що їх спричинили. Загалом клінічний перебіг часто буває стертим або атиповим. Перші ознаки часто з'являються раптово, найчастіше першим є підвищення температури тіла. Дуже часто відбувається розвиток множинних уражень органів по типу септичного (нозокоміальний сальмонельоз, метицилін-резистетнтні стафілококові ураження тощо).

## Діагностика
Частим методом підтвердження діагнозу є отримання позитивних результатів дослідження крові на наявність того чи іншого збудника.
Забір крові слід здійснювати у всіх випадках госпітальної гарячки, за винятком:
- першого епізоду гарячки в післяопераційному періоді;
- впевненості в тому, що це є медикаментозна гарячка;
- клінічних ознак тромбозу глибоких вен нижніх кінцівок.

У більшості випадків кров беруть упродовж послідовних днів. Пробу крові відправляють в лабораторію відразу після взяття. Слід пам'ятати, що забір крові для бактеріологічного дослідження ніколи не можна здійснювати через постійний катетер. Руки персоналу повинні бути закриті стерильними рукавичками. Шкіра в місці венепункції знезаражується спочатку етиловим спиртом, потім спиртовим розчином йоду або йодоформу. Експозиція (тривалість контакту знезаражуючої речовини зі шкірою) становить не менше 1 хвилини.
Обсяг крові в пробі — один з найважливіших факторів, що визначають результат дослідження. Рекомендується брати не менше 20-30 мл крові при кожному заборі крові, хоча цей обсяг, що використовується для дослідження, як правило, не перевищує 5 мл. Загалом кількість посівів крові повинна бути не менше 2-3, в залежності від вогнища інфекції. При отриманні позитивного результату бактеріологічного дослідження найважливішим є визначення чутливості до антибактеріальних препаратів. При підозрі на внутрішньолікарняне інфікування вірусними або паразитарними агентами проводять відповідні для цих уражень дослідження.

## Профілактика
Ґрунтується на оптимізації епідеміологічного нагляду, підвищенні ефективності дезінфекційних і стерилізаційних заходів, дотриманні госпітальної гігієни, адекватного вибору лікувальних засобів, тощо.

## Лікування
Ефективність стартової терапії — важливий фактор, від якого залежить прогноз для життя пацієнта. Наразі у лікуванні бактеріальних внутрішньолікарняних інфекцій використовують так звану деескалаційну терапію. Її сутність полягає в тому, що у стартовій емпіричній терапії, яку починають відразу після встановлення діагнозу, застосовують комбінацію антимікробних засобів, що діють на всіх можливих у такий ситуації збудників інфекції. Зокрема, карбапенем або цефепім поєднують з ванкоміцином (плюс флуконазол для пригнічення грибкових інфекцій, що здатні проявитися при такій масивній антибактеріальній терапії як її побічне явище) залежно від поєднання ймовірних збудників. Поняття «резервного антибіотика» при лікуванні внутрішньолікарняних інфекцій відсутнє. Після отримання результатів мікробіологічного дослідження і клінічної оцінки ефективності лікування через 48-72 годин можлива корекція терапії. Лікування небактеріальних збудників відбувається згідно відповідних рекомендацій.